# Seleção Egípcia de Basquetebol
A Seleção Egípcia de Basquetebol é a equipe que representa o Egito em competições internacionais. Filiada a FIBA desde 1934, é o país africano com mais longeva filiação. Em sua história já esteve ligado aos países europeus onde disputou o EuroBasket em sete edições da competição (1937, 1939, 1946, 1947, 1949, 1951 e 1953), vencendo em 1949 no Cairo.
Com a criação do Campeonato Africano de Seleções em 1962 passou a disputar os torneios entre os seus vizinhos de continente e logo nas cinco primeiras edições venceu seus três primeiros títulos com a denominação de República Árabe Unida. No Afrobasket a Seleção Egípcia disputou onze finais sagrando-se campeão em cinco delas.

## Medalhas
- Afrobasket
  -  Ouro (5): 1962, 1964, 1970, 1975 e 1983
  -  Prata (6): 1972, 1981, 1987, 1989, 1993 e 2013
  -  Bronze (6): 1978, 1985, 1992, 1999, 2001 e 2003

- Jogos Pan-Africanos
  -  Ouro (4): 1965, 1991, 1995 e 1999
  -  Prata (2): 2007 e 2015
  -  Bronze (1): 1973

- Jogos Pan-Arábicos
  -  Ouro (6): 1953, 1961, 1965, 1999, 2004 e 2007
  -  Bronze (1): 2011

- Eurobasket
  -  Ouro (1): 1949
  -  Bronze (1): 1947

- Jogos do Mediterrâneo
  -  Ouro (1): 1951
  -  Bronze (2): 1959 e 1979